# North Barrackpur
North Barrackpur (bengalí উত্তর ব্যারাকপুর) és una ciutat i municipalitat a la subdivisió de Barrackpore o Barrackpur al districte de North 24 Parganas a Bengala Occidental. Està situada a 22° 46′ 37″ N, 88° 20′ 45″ E / 22.77694°N,88.34583°E al costat de Palta, des d'on al segle xix i part del XX s'aportava aigua a la ciutat de Calcuta. Consta al cens del 2001 amb una població de 123.523 habitants. La població el 1872 era de 16.525 i el 1881 de 17.702, dels quals 14.000 eren hindús i la resta musulmans. Anteriorment s'anomenava Nawabganj.